# Pretibialt myxödem
Pretibialt myxödem, tyroid dermopati eller Graves dermopati, är en infiltrativ hudsjukdom som uppstår som en komplikation vid den autoimmuna Graves sjukdom, den vanligaste formen av giftstruma. Incidensen för pretibialt myxödem är 1–4% av samtliga fall av Graves sjukdom. Som namnet anger (pretibia, från det latinska namnet för skenben) drabbas framför allt benen (99,9%).

## Symtom
Pretibialt myxödem yttrar sig ofta med lokala vaxartade och missfärgade indurationer (förhårdnader) av huden. Myxödemets traditionella utseende brukar beskrivas som peau d'orange (apelsinskal) som uppkommer till följd av att hårfolliklarna öppnar sig, och drabbar i första hand framsidan av underbenen för att spridas till ovansidan av foten. Myxödement kan ha plack i varierande färg (rosa, vit, grå, gul), vilka mörknar med åren. En annan form av myxödemet yttrar sig som icke-lokala ödem i huden på samma område, vilka inte ger efter för tryck (bildar inte gropar som pittingödem). I svåra fall kan även torson, armarna, ryggen, ansiktet eller halsen drabbas. Ödem är den vanligaste formen av pretibialt myxödem, och utgör 43 % av dermopatin, samt är den form som sjukdomen inleds med. En ovanlig form kallas nodulär, och består av runda ödem. Myxödemet kan uppträda i ärr. Den förekommer som regel i kombination med exoftalmus och akropati, och ibland tillsammans med hypertrikos. Pretibialt myxödem kan vara svår att skilja från bland annat cellulitis.
Hudförändringarna läker mycket långsamt, och hälften av alla patienter uppnår inga förändringar inom 25 år.

## Diagnos
Diagnos ställs sedan giftstruma konstaterats. Biopsi av huden visar på mucin i läderhuden utan att fibroblasten ökat. Hyperkeratos kan uppkomma med tiden och ta sig vårtliknande utseende. Många patienter har stasis dermatitis.